# El cuarteador (telenovela argentina)
El cuarteador es el título de una telenovela argentina producida en 1977 por Canal 9, protagonizada por Rodolfo Bebán y Gabriela Gili, junto con Romualdo Quiroga y Cristina Alberó.

## Guion
La telenovela fue escrito por Mario Pocoví y fue dirigida Martha Reguera, conocida dirigir historias como El pícaro rebaño (1976), Stefanía (1981), La sombra (1981), La búsqueda (1982), Señorita maestra (1983) y más.

## Elenco
- Rodolfo Bebán[1] - Prudencio Navarro
- Gabriela Gili - Soledad
- Romualdo Quiroga - Baltazar
- Cristina Alberó - Asunción
- Juan José Miguez - Cristóbal Cardozo
- Oscar Ferrigno - Pardo
- Alfredo Iglesias - Enrique De la Peña
- Claudia Ricci - Rosarito
- Patricia Castell - Delfina
- Delfy de Ortega - Margarita
- Horacio O'Connor - Mendizábal
- Carlos Vanoni - Julián
- Nora Massi - Paloma
- María Danelli - Azucena
- Zulema Speranza - Torcaza
- Martha Roldán - Laureana
- Amparito Castro - Amalia
- Horacio Márquez - Cafferata
- Mónica del Giudice - Maid
- Ricardo Citrop - Rosendo
- Héctor Miranda - Goyena
- Enrique Talión - Benito
- Carlos Gross - Capurro

## Equipo Técnico
- Historia original - Mario Pocoví.
- Dirección - Martha Reguera.
- Producción - Héctor Rodríguez Márquez.